# Vrtulový člun

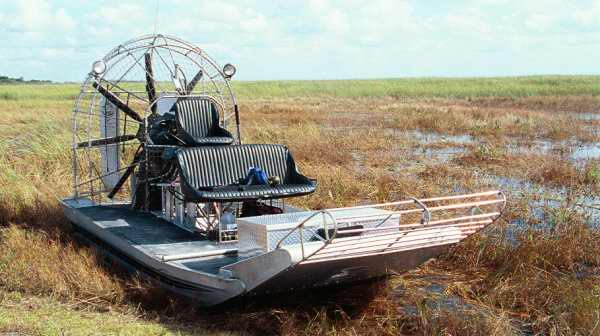
Vrtulový člun

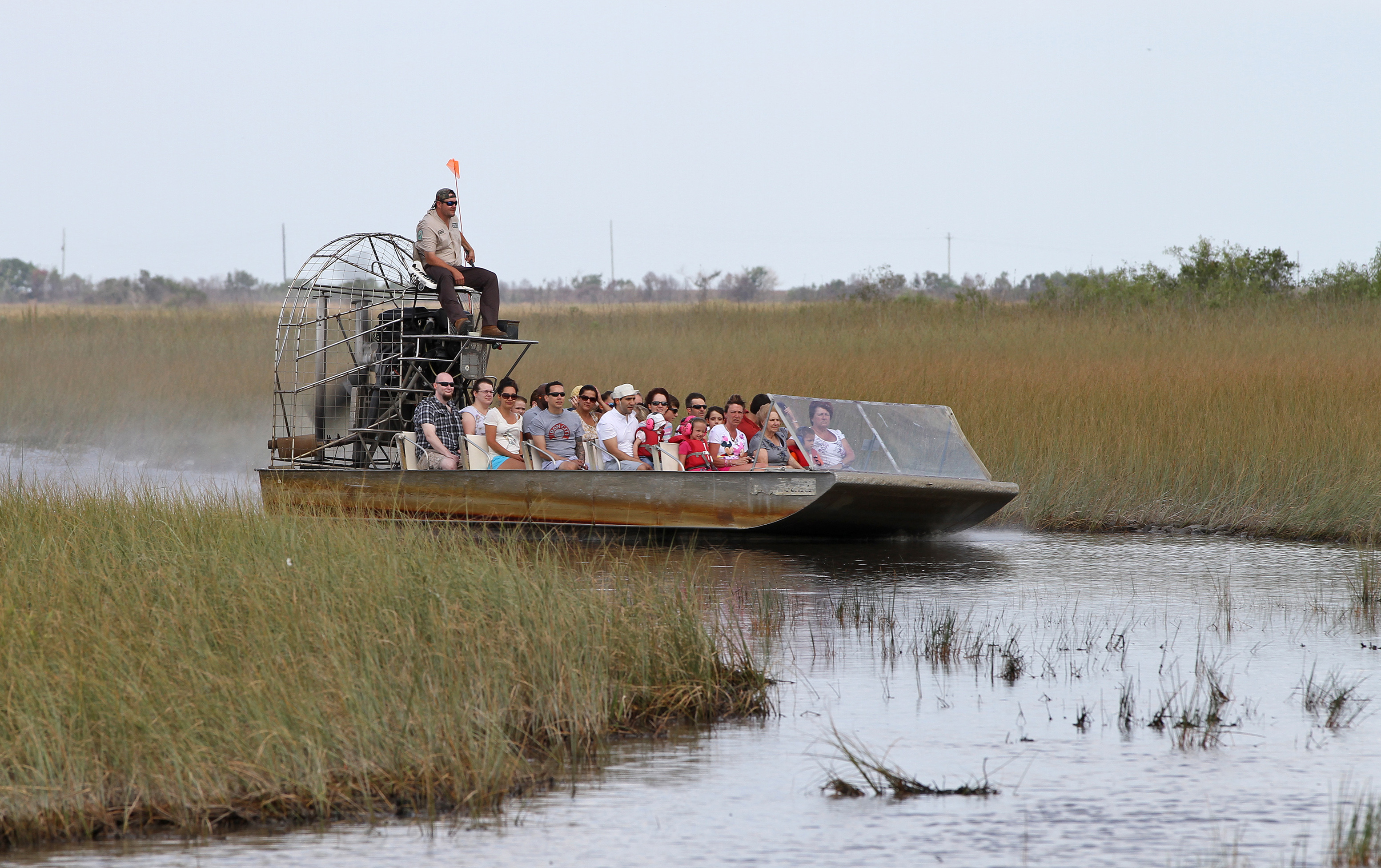
Vrtulové čluny patří na floridských mokřadech Everglades k oblíbeným ekoturistickým lákadlům.

Vrtulový člun je plavidlo s plochým dnem, které je poháněno pevnou vrtulí roztáčenou buď leteckým nebo automobilovým motorem. Používají se obvykle pro lov, rybolov nebo pro ekoturistiku.
Vrtulové čluny jsou běžným dopravním prostředkem v bažinatých oblastech nebo na mělčinách, kde by standardní zabudovaný nebo přívěsný motor s vrtulí – lodním šroubem ve vodě nebyl vhodný. Tak je tomu zejména v rozsáhlých mokřadech Everglades na Floridě, ale též v louisianských bažinatých lesích, v deltě řeky Mekongu či v bažinách Mezopotamské nížiny. 

## Vlastnosti
‎Konstrukce člunu s plochým dnem a skutečnost, že pod čarou ponoru‎ nejsou žádné provozní části, umožňuje snadnou plavbu na mělkých vodních plochách, přes bažiny a mokřady, jakož i po kanálech, řekách a jezerech (i zamrzlých). Díky tomu je vrtulový člun vhodným pomocníkem při záchranných operacích během povodní a při zamrznutí vodních ploch.
Vrtulový člun tlačí vpřed vrtule, která za ním vytváří zpětný vrtulový proud. Toto proudění má v průměru rychlost 241 km/h. Člun se řídí změnami směru vrtulového proudu vlevo či vpravo, jak prochází mezi směrovými kormidly, která řidič ovládá pomocí páky umístěné po jeho levé straně. Při řízení člunu tak jde o součinnost vodního proudu, větru, hloubky vody a tahu vrtule. Vrtulové čluny jsou velmi rychlé v porovnání se srovnatelně velkými běžnými motorovými čluny, které obvykle plují rychlostí kolem 56 km/h, zatímco vrtulové čluny mohou vyvinout rychlost až 217 km/h.
‎Zastavení a změna směru jsou závislé na zkušenostech a umění řidiče, protože vrtulové čluny nejsou opatřeny brzdami, stejně jako ostatní čluny. Pokud nejsou vybaveny reverzní vrtulí, jež má měnitelný úhel nastavení listu, nedokážou couvat. 
Řidič a cestující obvykle sedí na vyvýšených sedadlech, z nichž mají dobrý výhled na okolní bažinu. Řidič tak má přehled o všech plovoucích předmětech, zvířatech a dalších překážkách, které by mohly člunu překážet v plavbě.

## Historie

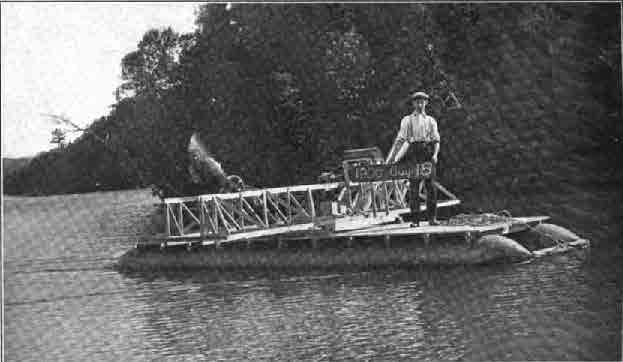
Alexander Graham Bell a Cyrus Adler na testovacím člunu Ugly Duckling (National Geographic, leden 1907

Britské vrtulové čluny z Mezopotámského tažení

První vrtulový člun sestrojil tým vedený americkým vynálezcem Alexanderem Grahamem Bellem v roce 1905 v kanadském Novém Skotsku. Nazvali ho Ugly Duckling (Ošklivé káčátko) a sloužil k testování motorů a vrtulových sestav. Členem týmu byl i americký průkopník letectví Glenn Curtiss, který si v roce 1920 nechal na Floridě zaregistrovat první vrtulový člun. Poprvé tyto čluny využila britská armáda v 1. světové válce, když je v roce 1915 nasadila během mezopotámského tažení. Do širšího používání v civilním sektoru však  pronikly až po roce 1930.

### První prototypy
Nejstaršími předchůdci vrtulových člunů byla plavidla zkonstruovaná pro testování leteckých motorů. Ošklivé káčátko z roku 1905 byl vlastně jakýsi provizorní katamarán poháněný leteckou vrtulí, kterou roztáčel vodou chlazený letecký motor o hmotnosti 1100 kg. Toto plavidlo se dokázalo pohybovat rychlostí nanejvýš 6,5 km/h. Graham Bell však předpokládal, že pokud by se zcela podařilo vyloučit odpor, mohlo by díky „rychlé rotaci vrtule“ teoreticky vyvinout rychlost mezi 50 až 65 km/h, což je srovnatelné s některými dnešními vrtulovými čluny. V roce 1907 zkonstruoval brazilský průkopník letectví Alberto Santos-Dumont podobný katamarán a použil k jeho označení termín křídlový člun.
Významný posun k moderním vrtulovým člunům znamenal rovněž člun francouzských průkopníků letectví bratří Tellierů z roku 1907. Jejich motorový člun nazvaný La Rapière II (Rapír II) byl 8 m dlouhý a poháněla ho vrtule, jež vyčnívala z vody a byla spojena s čtyřválcovým motorem firmy Panhard & Levassor o výkonu 20 koní. Řízení zajišťovalo klasické kormidlo spojené s volantem. S dvoučlennou posádkou dosahoval člun rychlosti až 26 km/h, s tří- až čtyřčlennou posádkou pak 25 km/h.

### První vrtulové čluny
Svého prvního skutečného využití se vrtulové čluny dočkaly v roce 1915, kdy je britská armáda nasadila jako Lambertovy vodní kluzáky v mezopotámském tažení  na blízkovýchodním válčišti první světové války. Byly to malé pancéřované čluny s plochým dnem poháněné velkou letadlovou vrtulí, která jim umožňovala dosahovat rychlosti až 88 km/h. Sloužily převážně k průzkumu na řece Tigris. První z těchto člunů, HG 1 Ariel, byl postaven s využitím motoru a vrtule havarovaného dvouplošníku Farman MF.7. Po úspěšném nasazení Arielu objednala Británie od společnosti De Lambert sedm dalších vrtulových člunů. Do konce války v roce 1918 jich bylo ve službě již 9.
Po válce sloužily Lambertovy kluzáky jako převozní čluny mimo jiné na čínské řece Jang-c’-ťiang a jejím přítoku Chuang-pchu-ťiang. Vyráběly se sice ve Francii, ale kompletovaly se v Šanghaji. Měly jen 18 cm hluboký ponor a dokázaly plout rychlostí až 52 km/h. Lambertovy kluzáky našly rovněž široké uplatnění na americké řece Missouri a v mokřadech Everglades na Floridě. Společnost Farman, která dodávala motory pro válečné Lambertovy kluzáky, stavěla ve 20. letech vlastní vrtulové čluny. Sloužily jako vodní taxíky, lehká nákladní plavidla či hlídkové čluny.
Evropské vrtulové čluny první třetiny 20. století se od těch současných dost lišily. Byly delší, měly vyšší trup, a jejich vrtule neměla ochrannou klec. Také jejich systém řízení byl odlišný. Řídily se pomocí kormidla ponořeného ve vodě a ovládaného volantem. Rychlost se, stejně jako u automobilu, ovládala nožním pedálem. Moderní vrtulové čluny používají letecká směrová kormidla ovládaná pomocí páky.
V Americe přišly vrtulové čluny do obliby v 30. letech, kdy si je nezávisle na sobě postavila řada Floriďanů, kteří většinou žili v oblasti Everglades. Některé z těchto člunů se řídily dřevěným volantem, od něhož vedly ke kormidlu kožené opratě.
S vylepšeným modelem přišli roku 1943 Cecil Williams, Leo Young a G. Hortin Jensen z Utahu.  Na plochý, 3,6 m dlouhý hliníkový člun namontovali letecký motor Continental o výkonu 40 koňských sil (30 kW). Řízení bylo poprvé svěřeno směrovému kormidlu, které měnilo nikoli směr proudu vody, ale směr vrtulového proudu. To bylo nejvýznamnější vylepšení, jež otevřelo cestu k moderním vrtulovým člunům. Zajímavostí je, že tento člun neměl sedadlo a řidič v něm musel klečet.